# Nebraska Avenue Complex

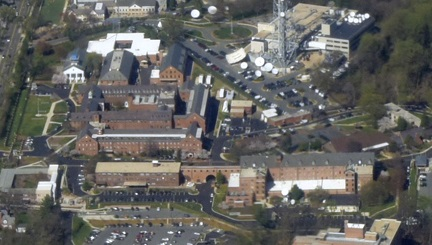
Nebraska Avenue Complex 2016

Der Nebraska Avenue Complex, auch NAC, ist derzeit (Stand Mai 2021) der Hauptsitz der US-amerikanischen Behörde für Innere Sicherheit, englisch U.S. Department of Homeland Security (DHS) und liegt in Washington, D.C.

## Geschichte
1910 erwarb Elizabeth J. Somers das als Grassland bekannte Gebiet. Der New Yorker Architekt Wesley Sherwood Bessell plante und errichtete den Kern des Mount Vernon Seminary, einer Mädchenschule, die 1875 von Somers gegründet worden war. Der Gebäudekomplex wurde später u. a. durch eine Sporthalle erweitert. Im Winter 1942 wurde die Anlage für die Navy Communication Section requiriert und im Juni 1943 endgültig durch die US-Regierung erworben. Als Sitz der  Communications Supplementary Activity (CSAW) spielte sie eine kriegswichtige Rolle, insbesondere beim äußerst erfolgreichen Bruch der deutschen U‑Boot-Funkschlüsselnetze im Zweiten Weltkrieg.
Nachdem der Nebraska Avenue Complex der Hauptsitz des Mount Vernon Seminary, der Navy Communication Section und anderer US-amerikanischer Militärorganisationen war, arbeitet seit dem 27. Januar 2003 das  Ministerium für Innere Sicherheit der Vereinigten Staaten offiziell in diesem Gebäudekomplex.